# Catch Thirtythree
Albums de Meshuggah
I
(2004) obZen
(2008)
Catch Thirtythree est le cinquième album studio du groupe de metal extrême suédois Meshuggah sorti le 23 mai 2005 sur le label Nuclear Blast,,.
L'album, même s'il est divisé en treize pistes, n'est en fait constitué que d'un seul et même morceau, long de plus de 47 minutes,. C'est un album concept sur le thème des paradoxes, dont notamment le Catch 22 ou la double contrainte en français, d'où le titre Catch 33. Musicalement, l'album s'inscrit dans la continuité discographique menée depuis Nothing, le groupe délaissant la majorité des éléments de thrash metal tout en continuant à incorporer des éléments de jazz fusion.
C'est aussi le premier album du groupe où la batterie est programmée plutôt que jouée par le batteur Tomas Haake. Pour ce faire, le groupe utilise son Drumkit from Hell, un instrument virtuel se basant sur les samples de batterie de Tomas.

## Genèse

### Contexte
Meshuggah est fondé en 1987 à Umeå en Suède. Le groupe attire l'attention internationale en 1995 avec la sortie de son deuxième album, Destroy Erase Improve. La groupe est à l'époque novateur, fusionnant les tempos rapides du death metal, du thrash metal et du metal progressif avec des éléments de jazz fusion. Avant de sortir ce cinquième album, Meshuggah a déjà tourné avec Slayer, Tool et Machine Head, que ce soit en Europe ou aux États-Unis, et jouit déjà d'une importante notoriété.

### Écriture et enregistrement
La manière de composer cet album est très similaire à celle utilisée pour créer l'EP I. Dans une interview au webzine Sea of Tranquility, Tomas Haake déclare « la manière dont cet album a été écrit est très différente de notre manière habituelle d'écrire, et une grosse partie des guitares a été enregistrée sur un coup de tête. Dès que quelqu’un trouvait une idée de riff, il l'enregistrait sur le champ ». Il s'exprime ensuite sur le choix d'utiliser une batterie programmée sur cet album « On aurait peut-être pu le faire (ndlr: enregistrer la batterie de manière traditionnelle), mais ça nous aurait pris tellement de temps d'enregistrer la batterie qui va avec ces riffs qu'ont a modifiés au moins dix fois chacun, que j'aurais du réenregistrer et réapprendre mes parties de batterie à chaque fois, encore et encore. Ça nous aurait pris trop de temps. C'est une des raisons. L'autre, c'est qu'une fois 15-20 minutes de l'album passées, on s'est rendu compte que ces parties de batterie programmées sonnaient vraiment bien. (...) On trouvait que ça allait bien avec la musique que nous étions en train d'écrire, du coup on s'est dit "allez pourquoi pas" et on a gardé tout ça. On a toujours été le genre de groupe à vouloir briser les tabous (...) ».

## Sortie
L'album sort le 23 mai 2006.
Le 17 mai 2006, le groupe sort un clip vidéo pour le morceau Shed, morceau qui apparaît aussi sur la bande originale du film Saw 3, sortie le 24 octobre 2006.

## Caractéristiques artistiques

### Liste des titres
Toutes les paroles sont écrites par Tomas Haake et Mårten Hagström,,, toute la musique est composée par Meshuggah,.
| 1.    | Autonomy Lost           | 1:40  |
| 2.    | Imprint of the Un-Saved | 1:36  |
| 3.    | Disenchantment          | 1:44  |
| 4.    | The Paradoxical Spiral  | 3:12  |
| 5.    | Re-Inanimate            | 1:04  |
| 6.    | Entrapment              | 2:29  |
| 7.    | Mind's Mirrors          | 4:30  |
| 8.    | In Death - Is Life      | 2:02  |
| 9.    | In Death - Is Death     | 13:22 |
| 10.   | Shed                    | 3:35  |
| 11.   | Personae Non Gratae     | 1:47  |
| 12.   | Dehumanization          | 2:56  |
| 13.   | Sum                     | 7:18  |
| 47:15 |                         |       |

### Style graphique
La couverture de l'album est créée par Tomas Haake, le batteur du groupe, qui a également réalisé celle de l'album Nothing sorti en 2002. Sur cette pochette, Tomas a mis l'accent sur le chiffre trois et involontairement sur le thème des paradoxes en réalisant trois ouroboros, ces serpents qui se mordent la queue. Dans une interview au site Blistering.com, il raconte : « Pendant des mois, j'ai cherché comment je pouvais retranscrire l'idée du paradoxe et tout ce qui va avec. C'était vraiment difficile. À un moment, j'ai eu une idée, et on a essayé de photographier certains des serpents d'Hagström, mais ça n'a pas fonctionné. Du coup, j'ai dû tout reprendre à zéro avec Photoshop. Je suis plutôt satisfait du résultat. L'ouroboros s'associe bien au thème de l'album, mais il n'a pas vraiment été influencé par ce dernier. Ça semblait juste être une belle manière de faire la pochette. Cela faisait un moment que je voulais utiliser l'idée de l'ouroboros, mais je ne l'ai pas fait car cela a déjà été fait par le passé. De plus, ça ne schématisait pas vraiment ce que nous faisions. Nous, on voulait créer quelque chose d'unique, quelque chose qui avait une vraie signification et qui pouvait aller avec la musique. Moi particulièrement pour tout ce qui concerne les paroles. Mais cette fois, ça semblait être bon ».

### Thèmes abordés et composition
Cet album est un album concept sur le thème des négations et des paradoxes. Le titre de l'album est dérivé du titre d'un roman de Joseph Heller, Catch 22, terme aujourd'hui popularisé dans le monde anglophone pour désigner le paradoxe de double contrainte. Toujours dans son interview avec Blistering.com, Tomas Haake précise « On trouvait que l'expression "Catch 22" allait bien avec nos paroles, on a juste remplacé le nombre 22 par 33 simplement parce 33 est un nombre qui nous hante depuis une décennie. Mais il n'y a pas de vraie signification derrière ce 33, même s'il est définitivement dans le sujet des paradoxes de nos paroles. L'aspect paradoxal est en quelque sorte basé sur notre vie de tous les jours en dehors du groupe. (...) Les paroles ne cernent pas un sujet en particulier. À y regarder de plus près, on écrit sur des choses qui nous semblent paradoxales. Mais bon après, c'est toujours écrit de manière métaphorique. C'est assez difficile de se faire une image claire et propre de nos paroles. C'est une série d'idées éparses, écrites d'une certaine manière. Tout s'explique à travers les paradoxes, qui font des paroles ce qu'elles sont. Cela correspondait à l'idée que nous nous faisions de l'album et à la manière dont nous voulions qu'il sonne ».

## Réception

### Critiques
L'album a été accueilli très positivement par la majorité des critiques.

### Classement hebdomadaire
L'album débute à la 170e place du Billboard 200, soit légèrement moins haut que son prédécesseur, Nothing.
| Classement                 | Meilleure position |
| -------------------------- | ------------------ |
| États-Unis (Billboard 200) | 170                |
| France (SNEP)              | 124                |
| Suède (Sverigetopplistan)  | 12                 |

## Crédits

### Composition du groupe
- Jens Kidman – Chant, guitare, basse, boîte à rythmes et mixage audio.
- Fredrik Thordendal - Guitare, basse, boîte à rythmes et mixage audio.
- Tomas Haake - Boîte à rythmes, parlé-chanté et artwork.
- Mårten Hagström – Guitare, basse, boîte à rythmes et mixage audio[1],[2],[3],[4],[5].

### Membre additionnel
- Björn Engelmann - Mastering[1],[2],[3],[4],[5].